# Oissel-sur-Seine
Oissel-sur-Seine – miejscowość i gmina we Francji, w regionie Normandia, w departamencie Sekwana Nadmorska. Przez miejscowość przepływa Sekwana. 
Według danych na rok 1990 gminę zamieszkiwały 11 444 osoby, a gęstość zaludnienia wynosiła 516 osób/km² (wśród 1421 gmin Górnej Normandii Oissel-sur-Seine plasuje się na 19. miejscu pod względem liczby ludności, natomiast pod względem powierzchni na miejscu 36.).